# Одеський планетарій

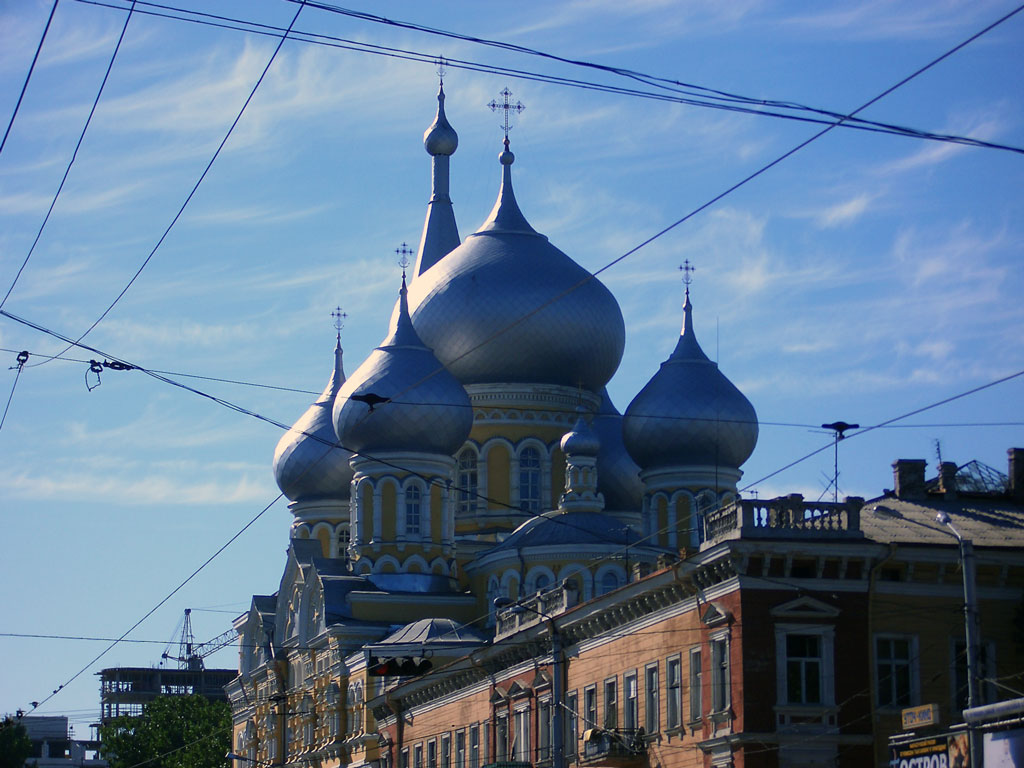
Свято-Пантелеймонівський храм, де первісно розташували планетарій Одеси за часів СРСР.

Одеський планетарій був створений у листопаді 1963 року і розташовувався в приміщенні Свято-Пантелеймонівського храму, з якого було попередньо збиті хрести. За переказами свідків, демонтаж хрестів довелося виконувати уночі, щоб не провокувати прихованого обурення громадськості.
Планетарій функціонував майже 30 років. У 1993 році міська влада вирішила повернути колишній храм управлінню єпархії. Але як тільки виникло запитання, як бути з майном планетарію, з'ясувалося, що господаря в нього немає.
До цього догляд за експонатами, читання популярних лекцій у планетарії здійснювало Всесоюзне астрономо-геодезичне товариство (ВАГТ, рос. ВАГО). Але з розпадом Радянського Союзу його також розформували, а з ним зник і єдиний керівний центр. Вже в незалежній Україні до планетарію переїхало товариство «Знання», яке до цього базувалося на вулиці Італійській, де сьогодні розташований банк «Порто-франко». Товариство взяло на себе адміністративні функції, але з ними не впоралося. У результаті, під час переселення не знайшлося конкретної особи, яка б взяла на себе відповідальність за організацію вивезення з будинку матеріальних цінностей. Дуже багата експозиція планетарію, майно, що накопичувалося протягом 16 років, — все було буквально викинуто на вулицю.
Питанням виділення нового будинку для планетарію ніхто не займався. Ніхто не клопотав про це, зокрема, навіть товариство «Знання», якому слід було б це зробити хоча б з почуття вдячності за приміщення, що перейшло у користування. У результаті не виявилося навіть місця, куди можна було б звезти устаткування, експонати, монографії бібліотеки. Товариство «Знання» не подбало також про те, щоб було подано транспорт, а майно описано і узято під охорону. Робітники, які прийшли реставрувати церкву, збивали тинькування стін просто на упаковані для переїзду музейні зразки.
Покинуті напризволяще експонати розкрадені, зникли
- рідкісна колекція метеоритів,
- великі дорогі глобуси Марса, Місяця та інших планет,
- маятник Фуко.

Невідомо, де тепер шукати бібліотечні примірники, наукові праці, фотографії, які фіксували результати багаторічних астрономічних спостережень.
За логікою, успадкувати майно планетарію, принаймні, методичну і наукову літературу, повинен був би НДІ «Астрономічна обсерваторія», що існує як структурний підрозділ при Одеському національному університеті ім. І. Мечникова, котрий фінансується Міністерством освіти і науки України.
За свідченням старшого наукового співробітника обсерваторії Валентина Каретникова, «урятувати вдалося мізерну частину того, що було. Зараз ці, без перебільшення, цінності перебувають у маленькому лекторії-планетарії, розташованому на території нинішньої обсерваторії.»
Усередині це невелика, невисока зала, де можуть розміститися на стільцях близько 60 відвідувачів. Сама споруда теж історична: вона здана у роботу в 1930 році, і в її побудові брав участь майбутній очільник вітчизняного ракетобудування, академік Валентин Глушко. Але і цей будиночок постарів від часу, потребує ремонту.
Тут дбайливо зберігається портативний телескоп. 16 років тому цю витончену штучку цейсівських майстрів взяло на баланс товариство «Знання», а потім поступилося обсерваторії за чималу ціну. Так, за свій же прилад астрономи заплатили 100 тис. тодішніх карбованців.
А головний демонстраційний прилад «Планетарій» перетворився на металобрухт у бутафорському цеху одного із творчих об'єднань Одеси. Цей проєкційний апарат і створював на куполоподібному екрані ту чудову ілюзію нічного неба з його сузір'ями, від вигляду яких завмирало серце у тисяч школярів та гостей міста.
Директор обсерваторії Сергій Андрієвський порушує не приватну, а громадську проблему: чому в місті з мільйонним населенням немає планетарію? Попит на астрономічні знання не пропав. В Україні таких установ тепер лише шість, Одеський планетарій був би сьомим. Його можна було б перетворити на регіональний центр наукової культури, до того ж рентабельний для міста. Студенти університету, учні шкіл, їхні батьки із задоволенням слухають сьогодні лекції з астрономії, дивляться навчальні фільми про рух світил. Понад тисячу осіб на рік приймають існуючі тут заочна астрономічна школа і недільна школа для дітей. Часті гості планетарію — екскурсанти із сіл нашої та Кіровоградської, Миколаївської областей.
Питання про відновлення планетарію порушено мінімум дев'ять років тому, але поява нового планетарію стає нерозв'язною проблемою з трьох причин :
- потрібні відведення землі,
- створення відповідної будівлі, гідної міста-героя Одеси,
- закупівля розкраденого устаткування.

Перше завдання — об'єктивно нескладне. Справа в тому, що земля, на якій розміщена обсерваторія, відписана на неї ще в 1863 році. На цій території є вільне місце. Але дозволу на будівництво ані міська, ані обласна влада не дають. Чиновники з розчуленням згадують, як у свої шкільні роки любили ходити до планетарію, але нічим не допомагають в його відновленні. Навіть офіційні відповіді не завжди дають.

## Джерело
- Ніде помріяти про зірки. НОМЕР 40 (3877) — 14.04.2009